# Fairbourne

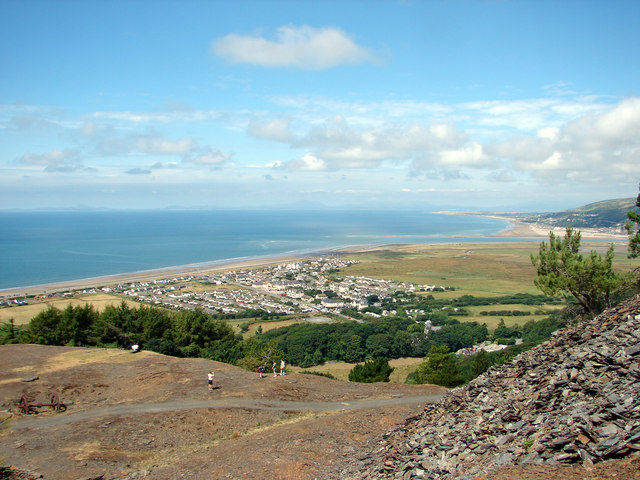
Fairbourne

Fairbourne ist ein walisisches Dorf mit ca. 680 Einwohnern (Stand 2021). Es gehört zur Gemeinde Arthog und liegt an der Küste der Barmouth Bay in Gwynedd, südlich der Mündung des Flusses Mawddach. Fairbourne ist umgeben vom Snowdonia-Nationalpark und befindet sich in einem Gebiet, das vom Rat von Gwynedd aufgrund des steigenden Meeresspiegels als Rückzugsgelände aufgelistet ist.

## Geschichte
Fairbourne war Teil der historischen Grafschaft Merioneth. Das Gebiet bestand ursprünglich aus Salzwiesen und etwas höher gelegenen Weideflächen. Bevor die Erschließung Mitte des 19. Jahrhunderts begann, gab es drei Farmen auf dem Land. Das Küstengebiet war ursprünglich als Morfa Henddol bekannt, während die Landzunge, auf der sich heute das Fairbourne Hotel befindet, Ynysfaig genannt wurde.
Um 1865 erwarb der walisische Unternehmer Solomon Andrews das Vorgebirge. In den folgenden Jahren baute er einen Damm zum Schutz vor den Gezeiten und mehrere Häuser. Um den Transport von Baumaterialien zu erleichtern, baute er eine pferdegezogene Straßenbahn mit einer Spurweite von zwei Fuß (60,96 cm). 1916 wurde die Pferde-Straßenbahn durch einen Umbau der Schienen durch eine Dampflok ersetzt. Der Fabrikant und Mehlhersteller Sir Arthur McDougall hatte nach einem Landgut gesucht und als er diese Gegend entdeckte, wollte er daraus einen Badeort entwickeln. Im Juli 1895 kaufte Arthur McDougall von Grundstücksspekulanten beträchtliche Landflächen auf, die er im folgenden Jahr durch zusätzliche Grundstücke vergrößerte. Er stellte 1896 einen Bauunternehmer ein, der mit der Entwicklung eines Modell-Küstenortes begann.
Ungewöhnlich für den Landkreis Gwynedd, hat das Dorf keinen offiziellen walisischen Namen. Im Gegensatz zu den meisten Gegenden von Gwynedd mit Walisisch als Mehrheitssprache ist Englisch die vorherrschende Sprache in Fairbourne, wobei die meisten Einwohner von den „Walisern“ abstammen.

### Anhebung des Meeresspiegels
Fairbourne wurde angesichts des prognostizierten Meeresspiegelanstiegs als nicht haltbar eingestuft. Die grobe Schätzung geht derzeit davon aus, dass das Gebiet Fairbourne zwischen 2052 und 2062 aufgegeben werden muss, obwohl es auch nach Expertenmeinung eine „Unsicherheitsspanne“ von zehn Jahren gibt. Dies basiert auf einem Anstieg des kritischen Meeresspiegelanstiegs von 30 Zentimetern. 2014 wurde beschlossen, Fairbourne für einen Zeitraum von 40 Jahren als Stadt gegen den steigenden Meeresspiegel zu halten. Der „geordnete Rückzug“ der Ortschaft in das Hinterland wurde von den Anwohnern abgelehnt. Unabhängig davon plant die Regierung in den kommenden Jahren (Stand 2020) eine Umsiedlung der Bewohner. Fairbourne ist die erste Gemeinde in Großbritannien, die wegen des Klimawandels aufgegeben wird.

## Sehenswürdigkeiten
Steinkiste Bedd-y-brenin und Steinreihe Bryn Seward südöstlich von Fairbourne.

### Strand
Der mit der Blauen Flagge gekennzeichnete Strand ist ein zwei Meilen langer Abschnitt, der von steilen Kieselbänken umgeben ist und ab der mittleren Ebbe eine Anzahl Sandstrände freilegt. Am nördlichen Ende schließt der Strand an die Mawddach-Mündung an, während er am südlichen Ende zwischen der Steilküste und dem Meer eingezwängt ist. Der Strand ist mit Panzersperren aus dem Zweiten Weltkrieg versehen, die man in Fairbourne auch Dragons Teeth (Drachenzähne) nennt.

### Eisenbahn und Fähre

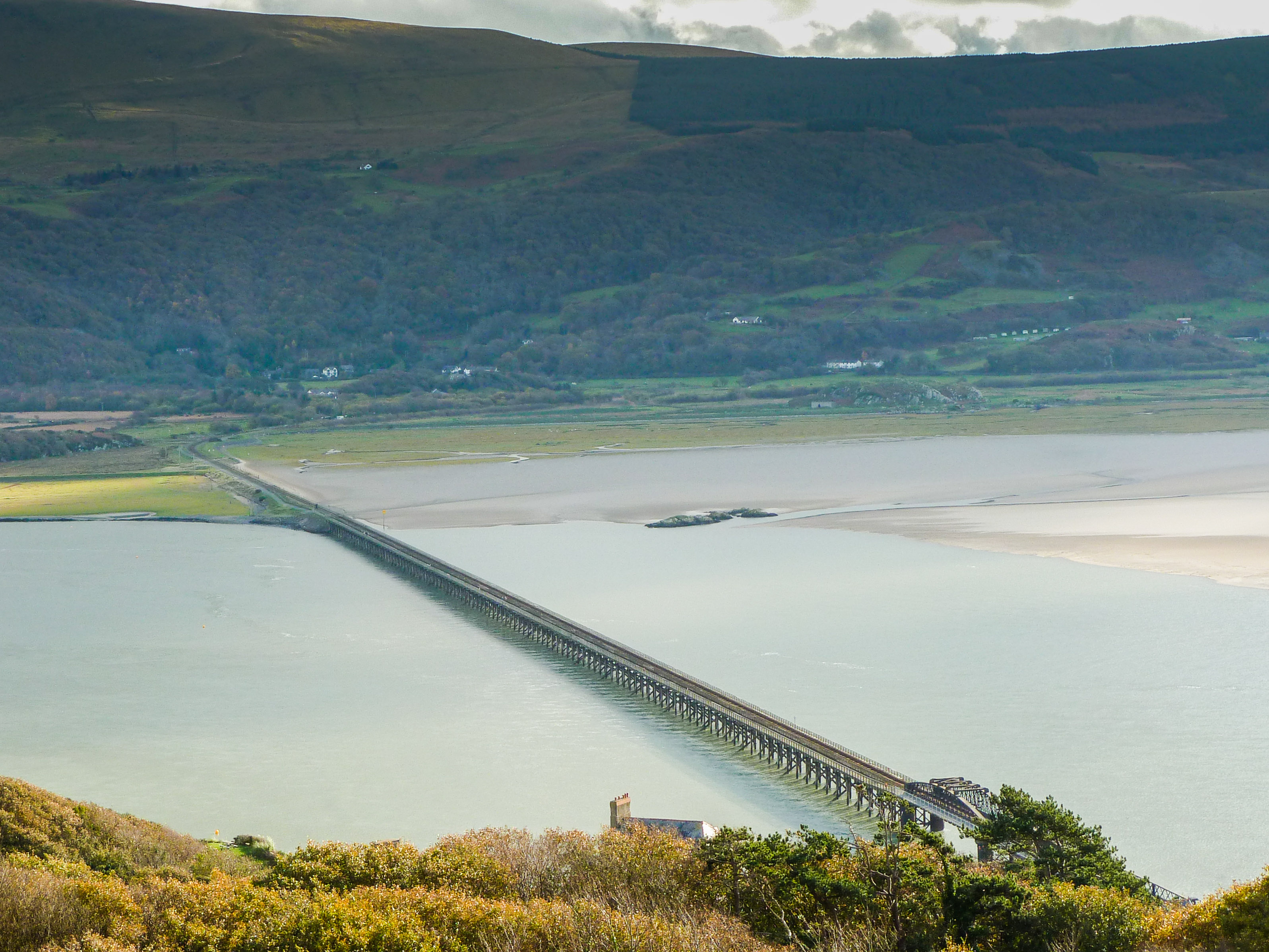
Barmouth-Bridge zwischen Barmouth und Fairbourne

Die Barmouth-Bridge verbindet Fairbourne und die Ortschaft Barmouth. Die einspurige Eisenbahn- und Fußgängerbrücke über den River Mawddach ist mit ihren 699 Metern das längste Holzviadukt in Wales und eines der ältesten regelmäßig genutzten in Großbritannien.
Die Fairbourne Railway (Transport) stellt seit über einem Jahrhundert eine Verbindung zum Fairbourne Spit / Penrhyn Point her. Sie bietet zwischen April und Oktober einen regelmäßigen Personenverkehr an.
Die Barmouth Fähre fährt vom seewärtigen Ende der Fairbourne Railway nach Barmouth/Abermaw.

## Öffentlicher Nahverkehr
Der Bahnhof Fairbourne wird von der Cambrian Coast Line (Kambrische Küstenlinie) bedient, die von Machynlleth nach Pwllheli führt und von der Transport for Wales Rail (Transport für Wales) betrieben wird. Lloyds Coaches betreibt auch eine regelmäßige Busverbindung nach Dolgellau und Tywyn.